# 설명순
설명순(1936년 5월 25일~2012년 7월 21일)은 조선민주주의인민공화국의 작곡가이다. 고등중학교 시절 예술소조 활동을 통해 음악을 배웠으며, 조선인민군 산하 선전대에서 연주자로 활동했다. 이후 조선인민군협주단의 작곡가로 활동하면서 작곡실장, 부단장, 단장을 지내며 《김정일 장군의 노래》, 《가마마차 달린다》 등을 작곡했다. 이후 인민예술가, 로력영웅 칭호를 받았으며, 사후에 애국렬사릉에 안치되었다.

## 수상 내역
- 1982년: 김일성상